# Michael Jarboe Sheehan

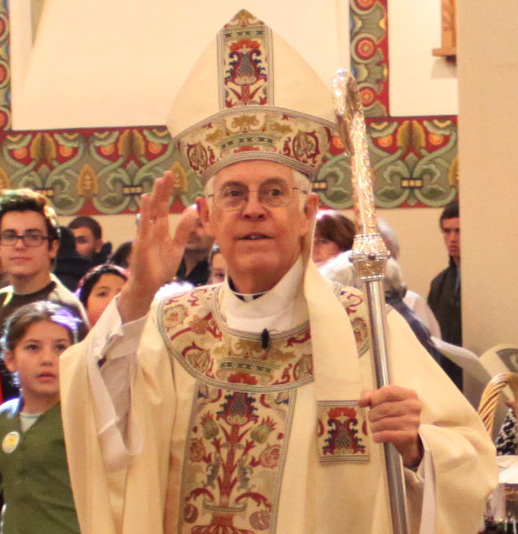
Michael Jarboe Sheehan (Januar 2013)

Wappen von Erzbischof Michael Jarboe Sheehan

Michael Jarboe Sheehan (* 9. Juli 1939 in Wichita, Kansas; † 3. Juni 2023) war ein US-amerikanischer römisch-katholischer Geistlicher und Erzbischof von Santa Fe.

## Leben
Michael Jarboe Sheehan wuchs in Texarkana, Texas auf. Er besuchte das St. John’s High School Seminary und das Assumption Seminary in San Antonio. Sheehan setzte seine Studien in Rom an der Päpstlichen Universität Gregoriana fort. Er empfing am 12. Juli 1964 das Sakrament der Priesterweihe für das Bistum Dallas-Fort Worth. Michael Jarboe Sheehan erwarb 1965 an der Päpstlichen Universität Gregoriana das Lizenziat im Fach Katholische Theologie.
Von 1965 bis 1968 war er Pfarrvikar in der Pfarrei Immaculate Conception in Tyler, Texas. 1971 wurde Sheehan an der Päpstlichen Lateranuniversität in Rom im Fach Kirchenrecht promoviert. Von 1971 bis 1976 war er assistierender Generalsekretär der Bischofskonferenz der Vereinigten Staaten. Anschließend wurde Michael Jarboe Sheehan Regens des Holy Trinity Seminary in Dallas. 1982 wurde Sheehan Pfarrer der Pfarrei Immaculate Conception in Grand Prairie.
Am 25. März 1983 ernannte ihn Papst Johannes Paul II. zum ersten Bischof des mit gleichem Datum errichteten Bistums Lubbock. Der Erzbischof von San Antonio, Patrick Fernández Flores, spendete ihm am 17. Juni desselben Jahres die Bischofsweihe; Mitkonsekratoren waren der Bischof von Amarillo, Leroy Theodore Matthiesen, und der Bischof von Dallas, Thomas Ambrose Tschoepe. Am 6. April 1993 wurde Michael Jarboe Sheehan zusätzlich zum Apostolischen Administrator von Santa Fe bestellt.
Papst Johannes Paul II. ernannte ihn am 17. August 1993 zum Erzbischof von Santa Fe. Die Amtseinführung erfolgte am 21. September desselben Jahres. Von 18. Juni 2003 bis 25. November 2003 war Michael Jarboe Sheehan zudem Apostolischer Administrator von Phoenix.
Papst Franziskus nahm am 27. April 2015 seinen altersbedingten Rücktritt an.